# Fullajtár Andrea
Fullajtár Andrea (Budapest, 1973. szeptember 7. –) Jászai Mari-díjas magyar színésznő.

## Élete
Eredetileg magyar–francia szakos tanárnak készült, ám a szóbeli vizsgára már nem ment el. Két évet töltött a Nemzeti Színiakadémián (Csernus Mariann tanítványa), majd akkor adta be újra jelentkezését, amikor Zsámbéki Gábor indított osztályt. 1997. május 25-én volt Tadeusz Rózewicz Csapda című főiskolai vizsgadarabjának bemutatója a Kamrában. A darab rendezője Zsámbéki Gábor volt. A szereplők közül Fullajtár mellett Pelsőczy Réka, Ónodi Eszter, Tóth Anita, valamint Elek Ferenc is – a következő szezontól – a társulat tagja lett.
Elsősorban tragikus szerepek megformálója. Sokan Tőkés Anna, Lukács Margit utódjaként emlegetik[pontosabban?]. Számos tragikus szerep megformálása mellett lehetőséget kapott komikai vénájának megcsillantására is. A Talizmán című darab von Cypressenburgné szerepében a közönség többször nyíltszíni tapssal jutalmazta.
Színház- és Filmművészeti Egyetemen osztályvezető tanár volt Zsámbéki Gábor mellett a színművész szakon. 2012-ben abszolutóriumot szerzett az intézmény doktori iskolájában, doktori munkáját még nem írta meg. Témavezetője Máté Gábor. 2021-ben távozott az intézményből.

### Magánélete
Nagyanyja, Galló Olga Auschwitz túlélő volt. Tábori életéről naplót vezetett, melyet "Tíz hónap Babilon" címmel könyvként is kiadtak.
2004-ben született fia, Gergő.

## Színházi szerepeiből
- Shakespeare: Macbeth. Rendező: Zsámbéki Gábor
- Henrik Ibsen: A vadkacsa. Rendező: Ascher Tamás
- Papp András-Térey János: Kazamaták. Rendező: Gothár Péter
- Euripidész: Médeia. Rendező: Zsámbéki Gábor
- Arthur Schnitzler: Távoli vidék. rendező: Máté Gábor
- Csalog Zsolt: Csendet akarok.[8] Rendező: Zsámbéki Gábor
- Johann Nepomuk Nestroy: A Talizmán. Rendező: Máté Gábor
- Hans Fallada: Mi lesz veled, emberke? rendező:Hilda Hellwig
- David Harrower: Kés a tyúkban. Rendező: Gothár Péter
- Lórinczy Attila: Balta a fejbe. Rendező: Máté Gábor
- Molière: A mizantróp. Rendező: Zsámbéki Gábor
- Torsten Buchsteiner: Nordost. Rendező: Forgács Péter
- Daniel Glattauer: Gyógyír északi szélre. Rendező: Göttinger Pál
- Bessenyei György: A filozófus (Eresztra)
- Gorkij: Kispolgárok (Tatjána). Rendező: Zsámbéki Gábor

## Filmjei
| - Sünvadászat (2025) - Aranyélet (2015) (tv-sorozat) - Egynyári kaland (2015) (tv-sorozat) - Hacktion: Újratöltve (2013) (tv-sorozat) - Team Building (2009) - Kolorádó Kid (2009) - Majdnem szűz (2008) - Presszó (2008) (TV film) - Lányok (2007) - Budakeszi srácok (2006) - Vakáció (2006) - A meztelen folyó (2005) (TV film) - Üvegfal (2005) - Le a fejjel! (2005) - Nyócker! (2004) - Karácsonykor magába száll minden lélek (2003) (TV film) - Mélyen őrzött titkok (2003) - Aranyszabály (2002) (TV film) - Sobri - Betyárfilm (2002) - Szent Iván napja (2002) - Valami Amerika (2002) - Az utolsó blues (2001) - Rosszfiúk (1999) - A titok (1999) (TV film) - Presszó (1998) - Angyal utca 13. (1996) - Köszönet a szabadság hőseinek (TV műsor) - Pusztai szél (TV film) |

## Rádiószínházi szerepeiből
- Balla Zsófia: Születésünk napja. Rendező: Fodor Tamás; szerkesztő: Solténszky Tibor; zene: Kakó Gyula (2010. szeptember 19.)
- Borbély Szilárd: Orfeuszok és Euridikék (Teréz) készítette: Bognár Mónika, Gebauer Mária, Lehoczky Orsolya és Táncos Tamás (2009)
- Karinthy és Kosztolányi (Karinthy Frigyesné) rádióra alkalmazta és rendezte: Markovits Ferenc (2008)
- Pacskovszky Zsolt: Don Giovanni (Munkásasszony) dramaturg: Solténszky Tibor r.: Saár Tamás (2008)
- Szép Ernő: Tűzoltó (Közreműködő) dr.: Solténszky Tibor r.: Saár Tamás (2007)
- Révész György: Helycsere (Panna) dr.: Solténszky Tibor r.: Saár Tamás (2006)
- Takács Péter: Hangocska (Alíz) szerkesztette: Turay Tamás r.: Papp Gábor Zsigmond (2004)
- Monika Helfer: Nem látta senki (Emma) ford.: Simon László dr.: Mesterházi Márton r.: Varsányi Anikó (2004)
- Gáspár Margit: Láthatatlan királyság (Az írónő) dr.: Palotás Ágnes r.a. és r.: Markovits Ferenc(2003)
- Stewart Parker: A jéghegy (Feleség) ford.: Szabó T. Anna dr.: Mesterházi Márton r.: Fodor Tamás (2003)
- Péterfy Gergely: Családkeresők (Leonina) szerk.: Marschall Éva és Palotás Ágnes r.: Solténszky Tibor (2002)
- Balázs Attila - Jósvai Lídia: Elfeledett álom (Csáth páciense) dr.: Mesterházi Márton és Surányi András (2001)
- Czilcer Olga: Még beszélünk (Márta) dr.: Bárdos Pál és Varga Géza (2001)
- Benedek Szabolcs: Mariann (Címszerep) szerkesztette és r.: Zoltán Gábor (2001)
- Vörösmarty Mihály: Az áldozat (Zenő, Zaránd felesége) r.a.: Pós Sándor dr.: Simon László r.: Sződy Szilárd (2000)
- Lengyel Laura: Voltaire (Mme Roland) dr. és r.: Kőváry Katalin (2000)
- Czinder Ágnes: Baskircsev Mária (Breslau) dr. és r.: Kőváry Katalin (1997)
- Szakonyi Károly: A prágai szerelmesek (Közreműködő) dr.: Sződy Szilárd r.: Kőváry Katalin (1993)

## Díjak
- Vastaps-díj - A legjobb női alakítás (1997, 2001, 2005, 2007)
- Vastaps-díj - Különdíj (1997, 2008)
- Filmkritikusok díja - Legjobb női alakítás (1999)
- Súgó Csiga díj (2002)
- Jászai Mari-díj (2003)
- Színikritikusok Díja - Legjobb női főszereplő (2004/2005)
- POSZT, MASZK Országos Színészegyesület színészzsűri - Legjobb női főszereplő (Médeia) (2005)
- A Fővárosi Önkormányzat színházi díja - Legjobb női színész (2005)
- Színikritikusok Díja - Legjobb női mellékszereplő (2006)
- Radnóti Miklós antirasszista díj (2017)
- Vastaps-díj - A legjobb női mellékszereplő (2022)[9]
- PUKK-díj (2024)[10]

## Hang és kép
- Interjú a Zárórában

Kapcsolódó fejezetek: